# Kolda (regio)
Kolda is een regio van Senegal. De regio hoort bij het gebiedsdeel Casamance en staat ook bekend onder de naam Haute Casamance. De hoofdstad van de regio is Kolda, het heeft een oppervlakte van 13.718 km² en telde in 2019 796.582 inwoners.
Deze regio is het toneel van het Casamance-conflict.

## Geografie
De regio ligt ingeklemd tussen de landen Gambia in het noorden en Guinee-Bissau in het zuiden. De overige Senegalese regio's Sédhiou en Tambacounda liggen respectievelijk in het westen en oosten. Het gebied bestaat uit een plateau van zand en klei dat wordt doorsneden door rivierdalen. De rivier de Casamance loop van oost maar west door de regio.
Naast de hoofdstad is ook Vélingara een belangrijke plaats.

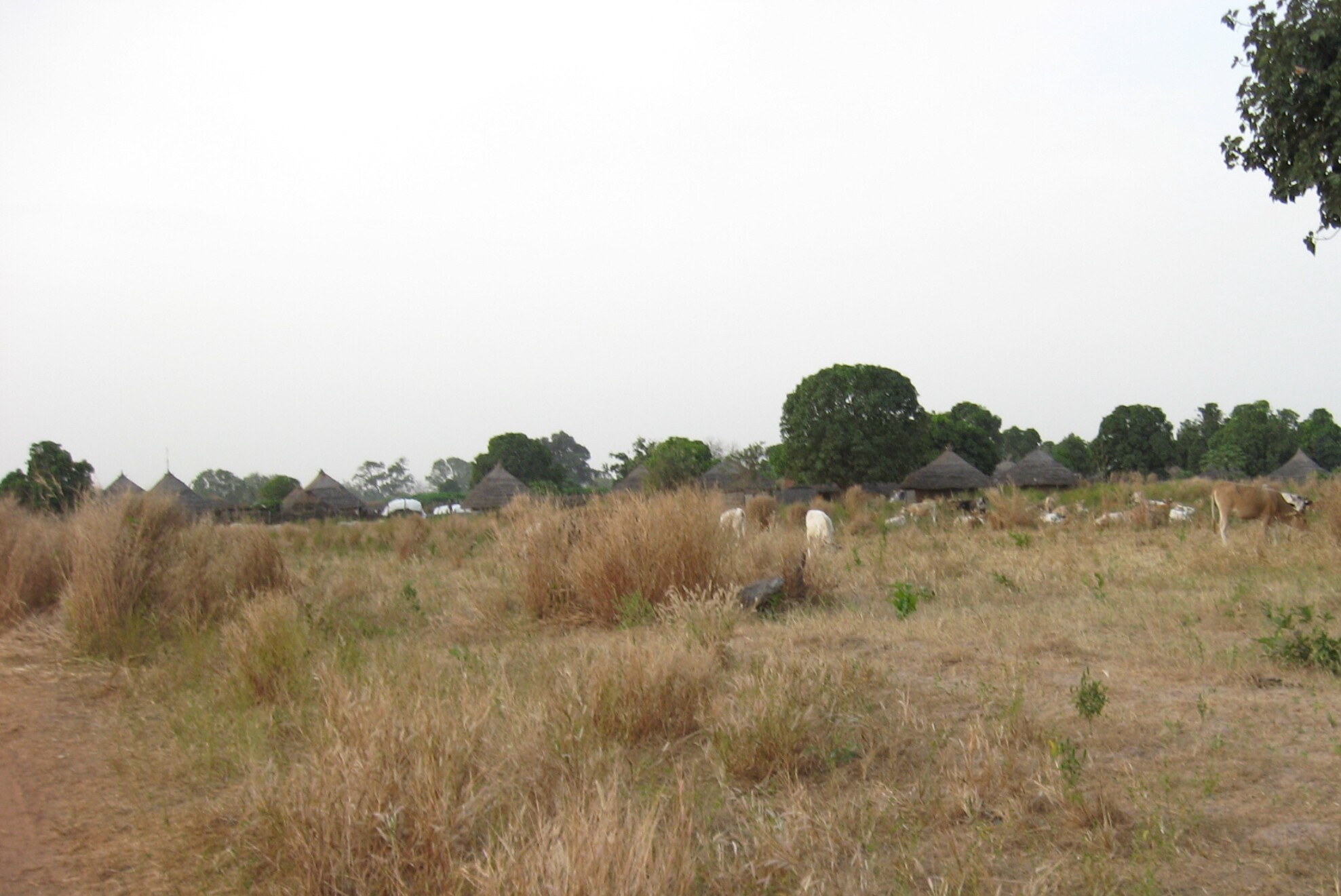
Landschap

## Bestuurlijke indeling
De regio is onderverdeeld in volgende departementen:
- Kolda
- Medina Yoro Foulah (MYF)
- Vélingara

Tot februari 2008 was ook Sédhiou een departement van de regio Kolda, maar sindsdien heeft Sédhiou de status van een regio.

## Bevolking
De regio had in 2001 436.138 inwoners. In 2019 was dit opgelopen tot 796.582 inwoners.
Dakar ·
Diourbel ·
Fatick ·
Kaffrine ·
Kaolack ·
Kédougou ·
Kolda ·
Louga ·
Matam ·
Saint-Louis ·
Sédhiou ·
Tambacounda ·
Thiès ·
Ziguinchor